# Gustav Hessing

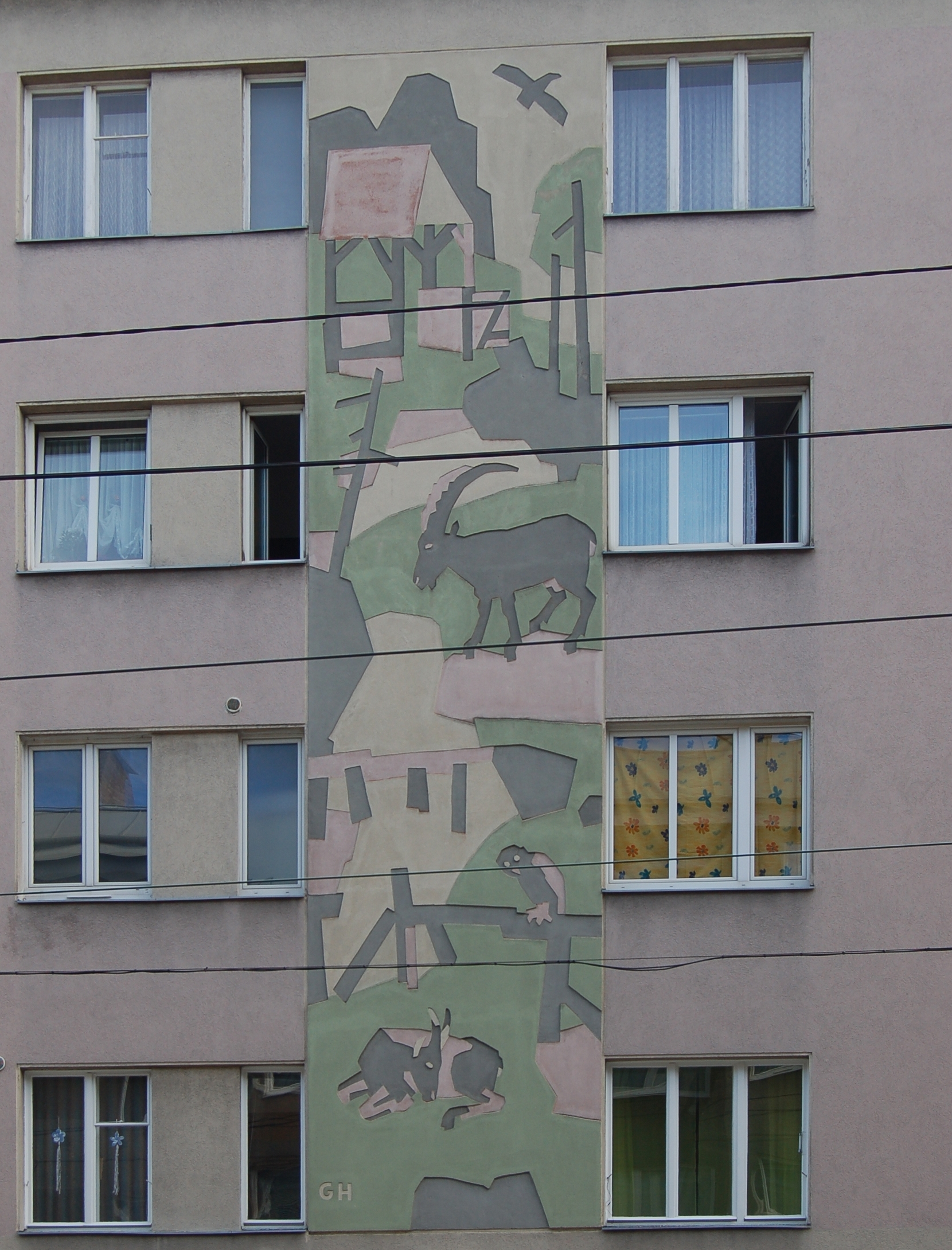
Sgraffito Dekorative Landschaften mit Tieren von Gustav Hessing (1959)

Gustav Hessing (* 20. Jänner 1909 in Czernowitz, Österreich-Ungarn; † 8. Jänner 1981 in Wien) war ein österreichischer Maler und Hochschullehrer.

## Biografie

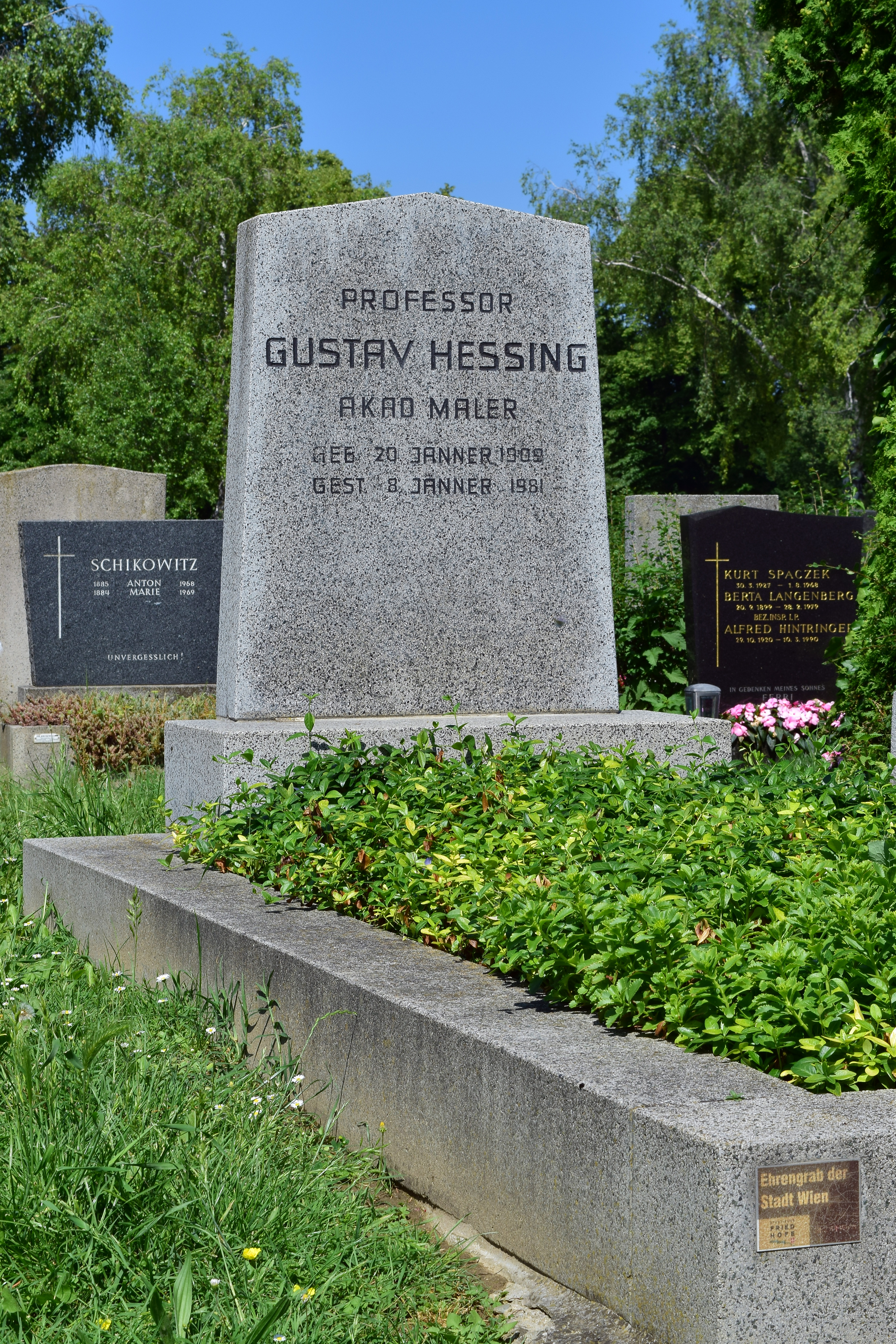
Grab von Gustav Hessing am Wiener Zentralfriedhof

Hessing studierte in Wien, seine Arbeiten der Zwischenkriegszeit trugen expressionistischen Charakter, später ließ sich Hessing vom Surrealismus, Kubismus und der abstrakten Malerei beeinflussen. Hessing hatte von 1938 bis 1945 Berufsverbot. Er wirkte von 1967 bis 1979 als Professor an der Akademie der bildenden Künste in Wien. Hessing erhielt den Preis der Stadt Wien für Bildende Kunst 1967. 1979 hatte Hessing eine große Retrospektive in der Österreichischen Galerie Belvedere.
Hessing wurde in einem ehrenhalber gewidmeten Grab auf dem Wiener Zentralfriedhof beigesetzt (Gruppe 10, Reihe 4, Nr. 87).

## Auszeichnungen
- 1979: Großes Silbernes Ehrenzeichen für Verdienste um die Republik Österreich[1]

## Ausstellungen
- 2005 Gustav Hessing – Sensation der Farbe. Ölgemälde und Aquarelle. Galerie Suppan – Palais Coburg, Wien (11.10 - 7.11)